# Kariya (Aichi)
Kariya (刈谷市 Kariya-shi?) es una ciudad situada en la prefectura de Aichi, Japón.
La ciudad tiene una población estimada de 145,117 habitantes (datos de enero de 2008) y la densidad de población es de 2.880 personas por km². Su superficie total es de 50,45 km².

## Historia

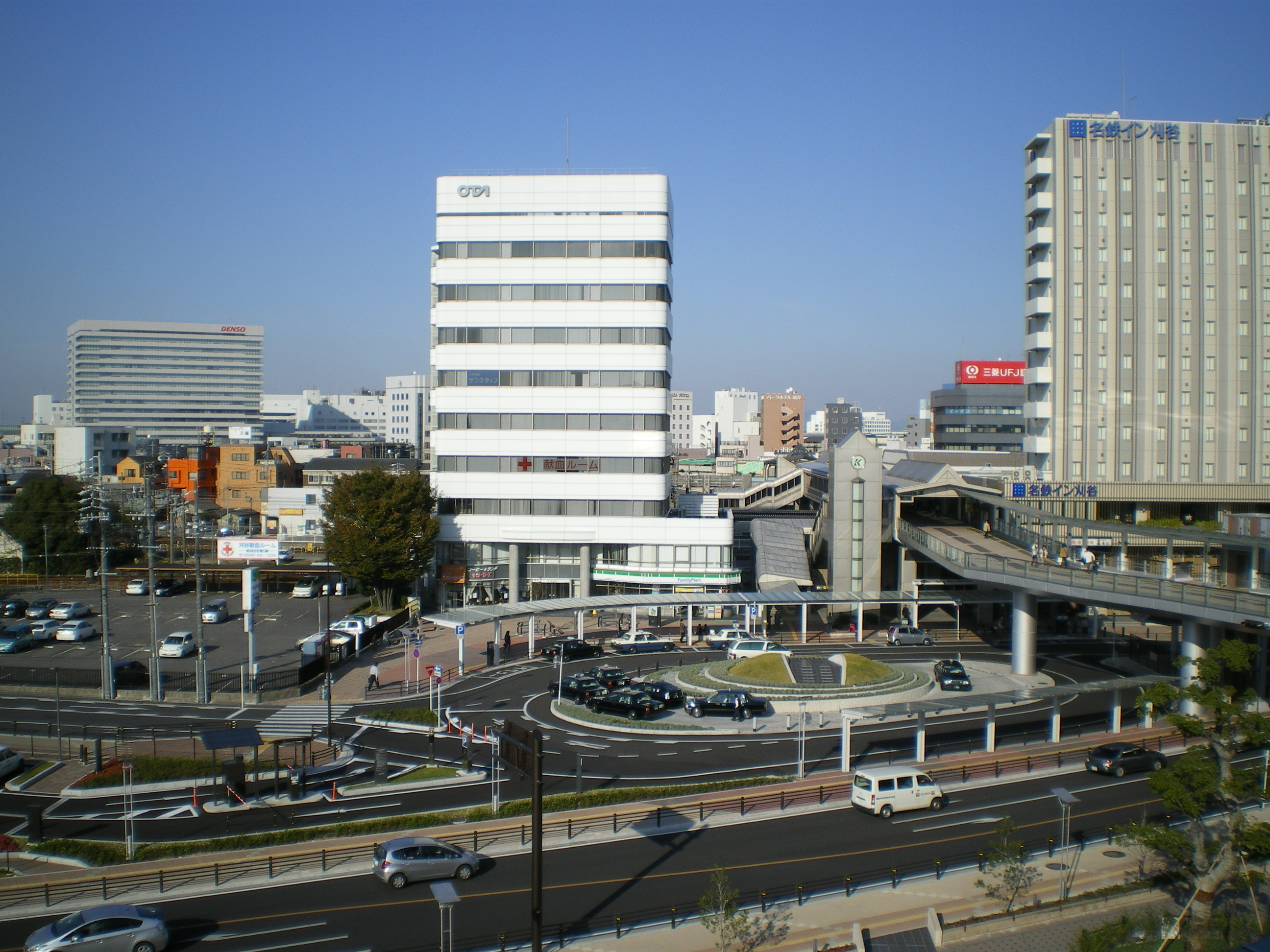
Kariya Station-Southplaza

La ciudad fue fundada el 1 de abril de 1950. Kariya está hermanada con Mississauga, en Ontario, Canadá.
Kariya está a unos 30 kilómetros en tren de Nagoya, la cuarta ciudad más grande, la cual sufrió intensos bombardeos durante la Segunda Guerra Mundial.
Hay empresas relacionadas con Toyota Motor Corporation, como Toyota Industries Corporation, Aisin Seiki, y Denso Corporation. Toyoda Automatic Loom Works, fue en realidad la empresa original, o Kaisha de Toyota Motor Corporation, que se convirtió en una empresa filial. Porque Toyoda Automatic Loom Works fue una empresa altamente rentable, que los miembros de la junta directiva decidieron reinvertir gran parte de los beneficios en el creciente negocio de fabricación de automóviles. 
Una institución educativa con sede en Kariya es el de Aichi University of Education (AUE), una universidad nacional, y su afiliada escuela secundaria. Tanto el AUE y AUE High School se encuentran en la sección de Igaya.
Durante la Segunda Guerra Mundial, grandes torres de comunicaciones (en) financiadas por la Alemania Nazi  fueron construidas en Kariya y se utilizaron para comunicar las órdenes de atacar a Pearl Harbor. Sin embargo ya han sido demolidas.

## Personajes nativos
- Mitsunori Yoshida(1962) jugador de fútbol. competido en Agonía de Doha.
- Koji Kondo (fútbol)(1972-2003) jugador de fútbol.
- Nobuyuki Sato (atleta)(1972) corredor de maratón. medalla de bronce en Campeonato Mundial de Atletismo de 1999.

## Ciudades hermanas
- Mississauga, Canadá[3]